# Hypenopsis macula
Schrankia macula là một loài bướm đêm trong họ Erebidae.